# Das Leben der Anderen
Das Leben der Anderen is een Duitse film uit 2006 van regisseur Florian Henckel von Donnersmarck.
De film werd genomineerd voor de beste niet-Engelstalige film van de Golden Globes en won de Oscar voor beste internationale film in 2007. In Duitsland werden aan de film zeven Deutscher Filmpreis-onderscheidingen toegekend, waaronder "beste film", "beste regisseur", "beste scenario", "beste acteur" en "beste bijrol". Daarnaast kreeg de film vier maal de Preis der deutschen Filmkritik in de categorieën "beste speelfilm", "beste acteur" (Ulrich Mühe), "beste camerawerk" (Hagen Bogdanski) en "beste montage" (Patricia Rommel).

## Verhaal
Het verhaal speelt zich af in 1984 in Oost-Berlijn. De Stasi, de veiligheidsdienst van de DDR, heeft als doel zo veel mogelijk burgers te controleren en zo veel mogelijk over hen te weten te komen. Kapitein van de Stasi Gerd Wiesler (Ulrich Mühe) krijgt de opdracht de internationaal erkende en aanvankelijk procommunistische toneelschrijver Georg Dreyman (Sebastian Koch) en zijn vriendin Christa-Maria Sieland (Martina Gedeck) af te luisteren. Vanaf de kale zolder van het appartementencomplex krijgt Wiesler inzicht in het leven van Dreyman en Sieland. Hoe langer hij luistert naar de dagelijkse bezigheden van deze twee, des te meer besef hij krijgt van zijn eigen saaie leven. Niet alleen begint hij zich te interesseren voor de literaire werken waar hij tijdens het afluisteren over hoort spreken, maar langzaam groeit bij hem ook het inzicht dat hij aan de verkeerde kant staat en voor een misdadige organisatie werkt.
Hij vervalst zijn onderzoeksrapporten om Dreyman te beschermen tegen zijn chef, luitenant-kolonel Anton Grubitz. Deze is uit op de ondergang van de schrijver, in opdracht van de minister van Cultuur Bruno Hempf, een cynische man die een verhouding met de knappe vriendin van Dreyman beoogt.
Uiteindelijk komt Wieslers bedrog uit en wordt hij gedegradeerd. De toneelschrijver, wiens werken als thema hebben dat de kunst het goede in mensen doet boven komen, beseft na de Wende, de val van de muur, dat hij hulp gehad moet hebben. Hij zoekt in de archieven van de Stasi en vindt daar de codenaam HGW XX/7 verbonden aan zijn persoonlijk dossier. Over deze onbekende goedaardige informant schrijft hij een boek, Die Sonate vom Guten Menschen. Het boek wordt opgedragen aan HGW XX/7, en als Wiesler in de boekhandel dit boek ziet herkent hij zijn codenummer. Op de vraag van de boekverkoper of het boek ingepakt moet worden als een cadeau, antwoordt Wiesler: "Nee. Het is voor mij."

## Rolverdeling

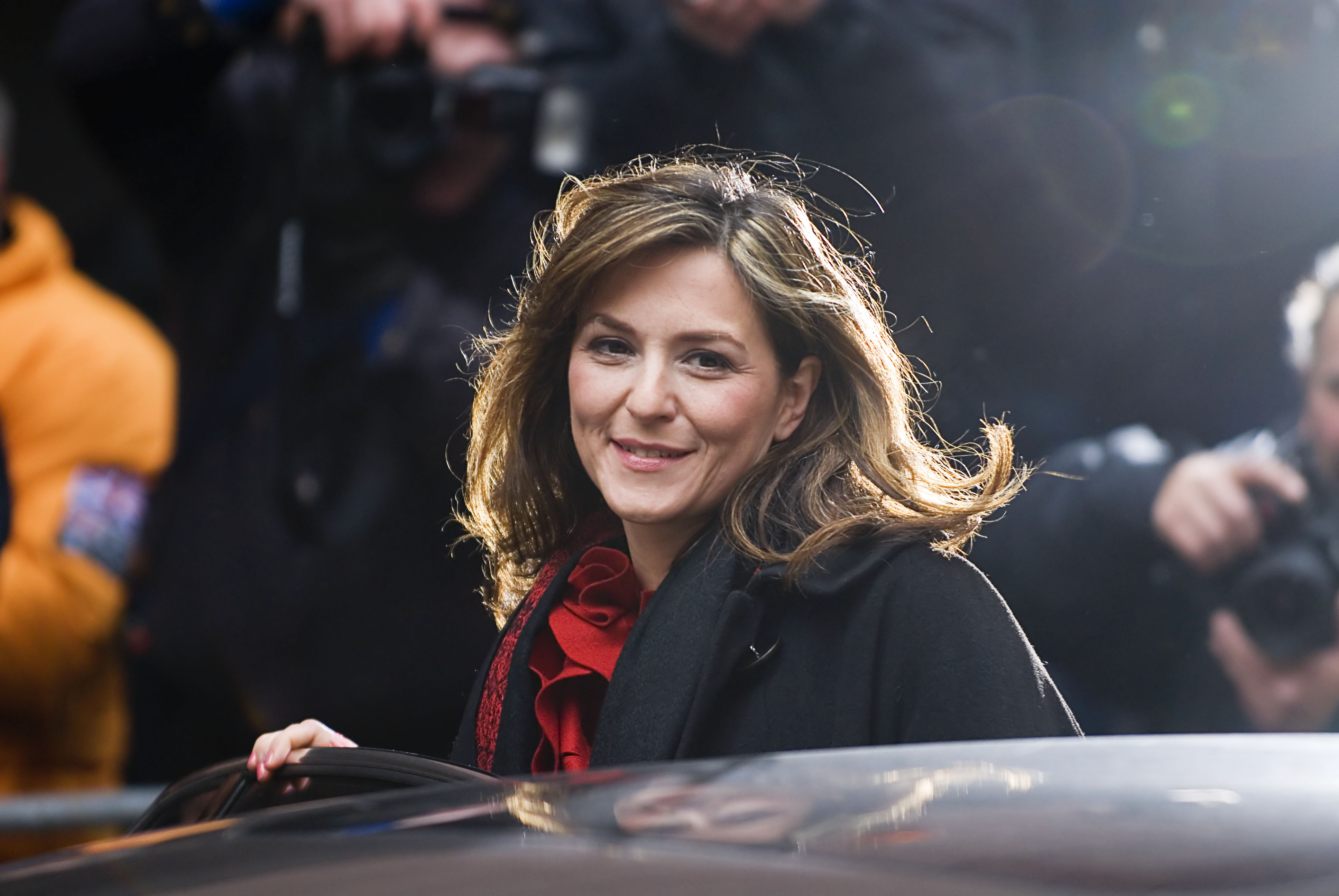
Martina Gedeck tijdens het Berlin Film Festival 2007

| Acteur           | Personage             | Opmerkingen                                            |
| ---------------- | --------------------- | ------------------------------------------------------ |
| Ulrich Mühe      | Gerd Wiesler          | Hauptmann                                              |
| Sebastian Koch   | Georg Dreyman         | De toneelschrijver en vriend van Christa-Maria Sieland |
| Martina Gedeck   | Christa-Maria Sieland | Vriendin van Georg Dreyman                             |
| Ulrich Tukur     | Anton Grubitz         | Oberstleutnant en directe chef van Wiesler             |
| Herbert Knaup    | Gregor Hessenstein    | Redacteur                                              |
| Hans-Uwe Bauer   | Paul Hauser           |                                                        |
| Volkmar Kleinert | Albert Jerska         | Dreymans vriend en toneelregisseur                     |
| Matthias Brenner | Karl Wallner          |                                                        |
| Charly Hübner    | Udo                   | Wieslers collega                                       |
| Marie Gruber     | Mevrouw Meineke       | De buurvrouw van Georg en Christa-Maria                |
| Thomas Thieme    | Bruno Hempf           | Minister van Cultuur                                   |